# Wilhelm Kiwit
Wilhelm Kiwit (* 31. Juli 1883 in Oberhausen; † 7. Dezember 1959 in Münster) war ein deutscher Verwaltungsbeamter, Politiker, Stadtkämmerer in Köln, Bürgermeister der Städte Arnsberg, Münster und Ahlen (dort auch Stadtdirektor) sowie Oberbürgermeister von Wanne-Eickel.

## Leben
Nach seinem Studium der Rechtswissenschaften an den Universitäten in Bonn, Münster und Berlin trat Wilhelm Kiwit mit Ablegung des Zweiten Staatsexamen zum 16. Juli 1910 als Stadtassessor zunächst in den Dienst der Stadt Neuss. Bereits kurz darauf ließ er sich jedoch als Rechtsanwalt in Oberhausen nieder (17. Oktober 1910), bevor er während des Ersten Weltkriegs, zum 15. Dezember 1916, die Stellung des Kreissyndikus in Prenzlau übernahm. Weitere Dienststationen waren das Amt des Beigeordneten der Stadt Osterfeld (15. August 1917), des Bürgermeisters der Stadt Arnsberg (1. Juli 1919) und des 2. Bürgermeisters der Stadt Münster (26. April 1922) bevor er am 17. September 1926 zum Ersten Bürgermeister, der zum 1. April 1926 neu gebildeten Stadt Wanne-Eickel, gewählt wurde. Seit dem 29. Dezember 1929 führte er dort den Titel eines Oberbürgermeisters. Nach der Machtübernahme durch die Nationalsozialisten zum 21. September 1933 beurlaubt, fand Kiwit vom 19. September 1934 bis zu seiner Entlassung am 31. Mai 1936, auf Veranlassung der NSDAP, als Stadtkämmerer in Köln eine erneute Beschäftigung im öffentlichen Dienst. Er schied als Nicht-Mitglied der NSDAP auf Grund des § 6 des Berufsbeamtengesetzes als Beigeordneter aus.:153 In der Folge arbeitete Kiwit als Verwaltungs- bzw. Stadtrechtsrat in Köln und erarbeitete als solcher Gedanken zur Stadtentwicklung unter besonderer Betrachtung einer Erweiterung des Stadtgebietes, die er 1939 in einer Denkschrift (s. Schriften) publizierte. Im Sommer 1943 bekräftigte er nochmals seine Ideen zur Stadterweiterung, um der zunehmend zerstörten Stadt auf diesem Weg die Wirtschafts- und Lebenskraft zu erhalten.:240 f Mit dem Ende des Zweiten Weltkriegs in Westdeutschland wurde Kiwit im Frühjahr/Sommer 1945 als 2. Beigeordneter der Stadt Bocholt eingesetzt. Anschließend war er vom 29. September 1945 bis zum 19. Februar 1946 zunächst Bürgermeister und in der Folge, bis zu seinem Eintritt in den Ruhestand zum 31. Juli 1951, Stadtdirektor der Stadt Ahlen. Danach betätigte er sich als Rechtsanwalt für Verwaltungs- und Steuerrecht am Landgericht Münster. Wilhelm Kiwit war Mitglied der Zentrumspartei und seit seinem Studium der katholischen Studentenverbindungen KStV Germania Münster und KStV Askania Berlin im KV.
Familie
Der Katholik Wilhelm Kiwit war verheiratet mit Elisabeth Kiwit, geb. Becker. Elisabeth Becker wurde 1925 in Münster gemeinsam mit Hermine Hilberg mit der Arbeit „Über die Passivität der Metalle“ zur Dr. phil. promoviert. Ihr gemeinsamer Sohn ist der langjährige Oberkreisdirektor des Rhein-Sieg-Kreises, Walter Kiwit.

## Schriften
- Die Notwendigkeit einer höheren Aufwertung durch die Sparkassen. Denkschrift, Hrsg. Oberbürgermeister, Wanne-Eickel 1930.
- Das Recht des Altsparers: Kritische Betrachtungen über das Unrecht und die Ungesetzlichkeit der Bestimmungen über die Bildung eines Sparkassenausgleichsstockes. Wie wahrt der Altsparer seine auf Grund einer Individualaufwertung der Sparkassen sich ergebenden Rechte. Bouvet, Wanne-Eickel 1932.
- Die Ursache der Finanznot / Ein charakteristischer Einzelfall. in: Der Städtetag – 27. Jahrgang, Nr. 1 vom 7. Januar 1933.
- Die Stadt Köln als wirtschaftlicher und kultureller Mittelpunkt eines Raumes. Die Notwendigkeit der Erweiterung des Stadtgebietes von Köln. Köln 1939.